# Ломонос виноградолистный

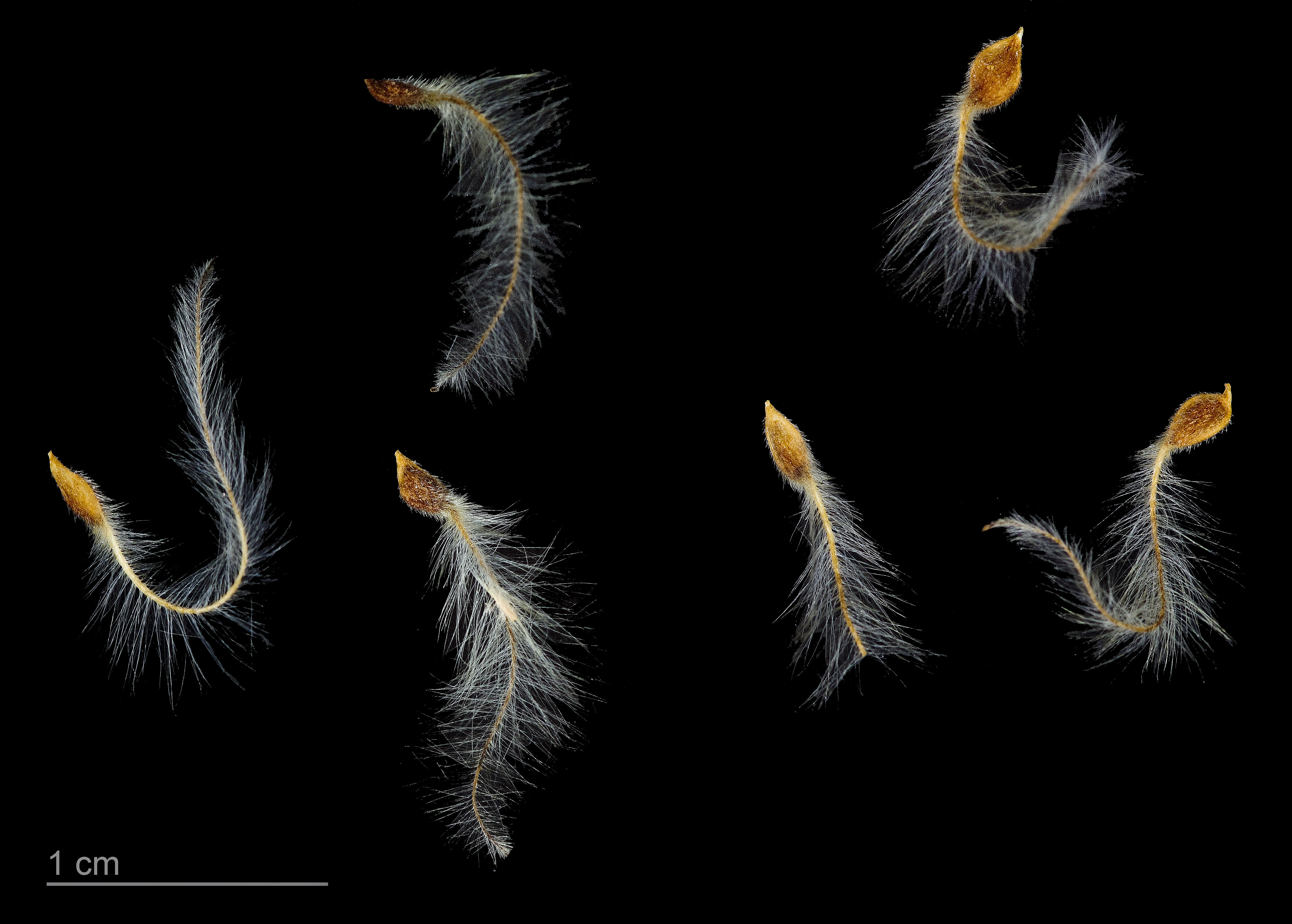
Clematis vitalba - Тулузский музеум

Ломоно́с виноградоли́стный, или клематис виноградолистный (лат. Clematis vitalba) — вид цветковых растений рода Ломонос (Clematis) семейства Лютиковые (Ranunculaceae).

## Этимология
Русское название рода «ломонос» произошло от способности волосков плодов-семянок ломоноса восточного (Clematis orientalis) попадать в нос человека и вызывать неприятные ощущения. По другим источникам название рода связвно с неприятным запахом некоторых видов. 
Латинское научное название рода Clématis происходит от др.-греч. κληματίς, clēmatís — «вьющееся растение», что в свою очередь образовано от  др.-греч. κλήμα, klḗma — «веточка, росток, усик». В садоводстве (и в русском языке) закрепилась неверная форма ударения в научном названии рода — клема́тис.
Видовой эпитет «vitalba» — от слияния латинских слов vitis и alba, что означает «белая лоза».

## Ботаническое описание
Это — лиановидный кустарник с сильно ребристой, а позднее покрытой трещинами корой и ветвями, цепляющимися за опору с помощью завивающихся длинных черешков листьев.
Листья на длинных черешках, супротивные, сложные, непарноперистые, состоящие из пяти цельных или реже трёхлопастных листочков. Листочки яйцевидные, длиной 3-10 см, шириной 3—4,5 см, остроконечные или заострённые, при основании закруглённые или слегка сердцевидные, рассеяноопушённые или почти голые. Обычно крупнозубчатые по краям.
Цветки белые, слегка ароматные, диаметром около 2 см, многочисленные, собраны в метельчатые соцветия. Чашелистики продолговатые, тупые, снаружи густо бело-опушённые, мелкие, длиной до 10 мм. Цветение в июне — июле. Формула цветка: {\displaystyle \ast K_{4}\;A_{\infty }\;G_{\infty }}.
Плоды — семянки, длиной 7 мм, шириной 4 мм, с утолщённой окраиной и перисто опушенным носиком длиной до 4 см, собранные в гривастые головки.
|                                       |  |  |
| Слева направо: листья, цветки и плоды |  |  |

## Распространение и экология
В природе ареал вида охватывает Северную Африку (Алжир), практически всю территорию Европы, Кавказ, Ближний и Средний Восток. Натурализовалось в Австралии и Северной Америке. Культивируется в Европейской части России, как декоративное растение.
Произрастает в зарослях кустарников, в лесах, на опушках и по каменистым склонам гор, поднимаясь в горы до 1200 м над уровнем моря.

## Биологически активные вещества
- альфатокоферол (α-токоферол, витамин Е) относится к веществам сложной природы. Содержит бензойное и гетероциклической природы кольца, к которым присоединяется пяти углеродный остаток изомасляной кислоты. При недостатке этого витамина в организме нарушаются процессы перекисного окисления, функции мембран, интенсифицируются процессы деградации печени, развивается бесплодие. Альфатокоферол используется как одно из действующих веществ при лечении следующих заболеваний: мышечной дистрофии, дерматомиозитов, амиотрофического бокового склероза, нарушений функций половых желез у мужчин, нарушениях менструального цикла у женщин и угрозе прерывания беременности, болезнях кожи (псориаз, экзема, красная волчанка), миокардиодистрофии, при спазмах периферических сосудов, при бесплодии. Этот витамин является необходимым компонентом для нормального размножения, устойчивого развития организма и устойчивости гемоглобина к гемолизу;
- кофейная (дегидрохинаминовая) и хлорогеновая кислоты – оказывают на организм бактериостатическое и желчегонное действие;
- сапонины тритерпеновые: 5% (от сухой массы) представленные витальбозидами A, B, C, D, E, F, G, H, I, J; свободные хедерагинин, и олеаноловая кислота;
- алкалоид клематин,: транс-аконитовая кислота (более 1 %); мирициловый спирт; мелиссовая кислота; фенолкарбоновые кислоты и эфирные масла; гликозиды стероидного ряда, в частности гликозид β-ситостерина [8];
- анемонол;
- гликозид клемантитин;
- стигмастерин;
- ситостерин;
- леонтин;
- восковые вещества.

## Значение и применение
Лекарственное растение. В лекарственных целях используются трава и цветки. В народной медицине препаратами ломоноса лечат головную боль, язву желудка, венерические заболевания, костные опухоли, чесотку, их используют как мочегонное, потогонное, слабительное средства. Гомеопаты используют ломонос при лечении конъюнктивитов, циститов, малярии.
Растение ядовито. Применение внутрь требует острожности.

## Таксономия
Вид Ломонос виноградолистный входит в род Ломонос (Clematis) трибы Anemoneae подсемейства Лютиковые (Ranunculoideae) семейства Лютиковые (Ranunculaceae) порядка Лютикоцветные (Ranunculales).
|  |                       |  |                                          |                                          |                        |  | ещё 4 подсемейства (согласно Системе APG II) | ещё 4 подсемейства (согласно Системе APG II) |                                      |  |  |  | ещё 6 родов       | ещё 6 родов                  |  |  |
|  |                       |  |                                          |                                          |                        |  | ещё 4 подсемейства (согласно Системе APG II) | ещё 4 подсемейства (согласно Системе APG II) |                                      |  |  |  | ещё 6 родов       | ещё 6 родов                  |  |  |
|  |                       |  |                                          | семейство Лютиковые                      |                        |  |                                              |                                              | триба Anemoneae                      |  |  |  |                   | вид Ломонос виноградолистный |  |  |
|  |                       |  |                                          | семейство Лютиковые                      |                        |  |                                              |                                              | триба Anemoneae                      |  |  |  |                   | вид Ломонос виноградолистный |  |  |
|  | порядок Лютикоцветные |  |                                          |                                          | подсемейство Лютиковые |  |                                              |                                              | род Ломонос                          |  |  |  |                   |                              |  |  |
|  | порядок Лютикоцветные |  |                                          |                                          |                        |  |                                              |                                              |                                      |  |  |  |                   |                              |  |  |
|  |                       |  | ещё 9 семейств (согласно Системе APG II) | ещё 9 семейств (согласно Системе APG II) |                        |  |                                              | ещё 8 триб (согласно Системе APG II)         | ещё 8 триб (согласно Системе APG II) |  |  |  | ещё 230—250 видов |                              |  |  |
|  |                       |  |                                          | ещё 9 семейств (согласно Системе APG II) |                        |  |                                              |                                              | ещё 8 триб (согласно Системе APG II) |  |  |  |                   |                              |  |  |

### Представители
В рамках вида выделяют ряд разновидностей:
- Clematis ligusticifolia var. brevifolia Nutt.
- Clematis ligusticifolia var. californica S.Wats.
- Clematis ligusticifolia var. ligusticifolia